# Andrena buccata
Andrena buccata är en biart som beskrevs av Laberge 1971. Andrena buccata ingår i släktet sandbin, och familjen grävbin. Inga underarter finns listade i Catalogue of Life.